# Caio Ópio Sabino
Caio Ópio Sabino (em latim: Gaius Oppius Sabinus; m. 85) foi um senador romano eleito cônsul em 84 com o imperador Domiciano. Provavelmente era filho ou sobrinho de Espúrio Ópio, cônsul sufecto em 43. 

## Carreira
Depois de seu consulado, foi governador da Mésia, mas serviu por apenas alguns meses. Um exército de dácios liderado por Diurpaneu atravessou o Danúbio e invadiu sua província. Sabino foi morto no inverno de 85/86 lutando contra os invasores. Sua província foi assumida pelo legado legionário até que o novo governador, Marco Cornélio Nigrino, pudesse chegar. Enquanto isso, os dácios saquearam a província e incendiaram diversos fortes ao longo do Danúbio. Domiciano seguiu para lá com seu prefeito pretoriano, Cornélio Fusco, à frente de reforços para expulsar os dácios. Estes foram os primeiros movimentos da Campanha dácia de Domiciano.